# Esquina (Córdoba)
Esquina es una localidad situada en el departamento Río Primero, provincia de Córdoba, Argentina.
Se encuentra situada a 70 km de la Ciudad de Córdoba.
La principal actividad económica es la agricultura seguida por la ganadería, siendo el principal cultivo la soja.
El clima es templado con estación seca. Se registran en la comuna precipitaciones anuales de 700 mm aproximadamente.
Existen en la localidad un dispensario, un puesto policial, un edificio comunal, un jardín de infantes (Graciela del Valle Vázquez, que se inició el 9 de abril de 2013), un centro educativo primario (José Manuel Estrada), un I.P.E.M. (N.º 272; es un anexo del colegio Sarmiento de Jesús María). En el año 2011 se aprobó el C.E.R. (Ciclo de Especialización Rural) con orientación en Economía y Administración (los motivos del cambio fueron para que los estudiantes pudieran terminar sin la necesidad de irse). En el año 2013 egresó la primera promoción de sexto año. Actualmente funciona en el mismo edificio (en el año 1893 se construyó) que el nivel primario, en turno mañana. Cuenta con aproximadamente 45 alumnos mixtos entre internos (chicos que se quedan en el albergue estudiantil) y externos. El colegio cuenta con 3 aulas secundarias, una de ellas fue construida en el 2016 junto con la biblioteca y la remodelación de la cocina del colegio.

## Población
Cuenta con 285 habitantes (Indec, 2022), lo que representa un descenso del 35,3% frente a los 184 habitantes (Indec, 2010) del censo anterior.
| Gráfica de evolución demográfica de Esquina entre 1991 y 2022 |
|                                                               |
| Fuente: Censos nacionales del INDEC                           |

## Sismicidad
La sismicidad de la región de Córdoba es frecuente y de intensidad baja, y un silencio sísmico de terremotos medios a graves cada 30 años en áreas aleatorias. Sus últimas expresiones se produjeron:
- 22 de septiembre de 1908 (116 años), a las 17.00 UTC-3, con 6,5 Richter, escala de Mercalli VII; ubicación 30°30′0″S 64°30′0″O / -30.50000, -64.50000; profundidad: 100 km; produjo daños en Deán Funes, Cruz del Eje y Soto, provincia de Córdoba, y en el sur de las provincias de Santiago del Estero, La Rioja y Catamarca[3]

- 16 de enero de 1947 (78 años), a las 2.37 UTC-3, con una magnitud aproximadamente de 5,5 en la escala de Richter (terremoto de Córdoba de 1947)[2]

- 28 de marzo de 1955 (70 años), a las 6.20 UTC-3 con 6,9 Richter: además de la gravedad física del fenómeno se unió el desconocimiento absoluto de la población a estos eventos recurrentes (terremoto de Villa Giardino de 1955)

- 7 de septiembre de 2004 (20 años), a las 8.53 UTC-3 con 4,1 Richter

- 25 de diciembre de 2009 (15 años), a las 21.42 UTC-3 con 4,0 Richter